# Yumie Hayashi
Yumie Hayashi (jap. 林 弓枝, Hayashi Yumie; * 5. April 1978 in Tokoro, Tokoro-gun (heute: Kitami), Hokkaidō) ist eine japanische Curlerin.
Hayashi nahm bei den Olympischen Winterspielen 2002 in Salt Lake City teil. Die Mannschaft belegte den achten Platz.
Auch bei den Olympischen Winterspielen 2006 in Turin war Hayashi Teil des japanischen Curling-Olympiateams. Sie spielte auf der Position des Third neben ihren Teamkolleginnen Skip Ayumi Onodera, Second Mari Motohashi, Lead Moe Meguro und Alternate Sakurako Terada. Das Team belegte den siebten Platz. Onodera und Motohashi stammen ebenfalls aus Tokoro.